# Christof Sand der Jüngere
Christof Sand d. J. (auch Christoph Sand, latinisiert: Christophorus Sandius, selten niederländisch Christof van den Sand; * 12. Oktober 1644 in Königsberg; † 30. November 1680 in Amsterdam) war ein unitarisch-humanistischer Theologe und Schriftsteller.

## Leben und Werk
Christof Sand der Jüngere wurde am 12. Oktober 1644 als Sohn des hochrangigen preußischen Regierungsbeamten Christoph Sand der Ältere in Königsberg geboren. Bereits im Elternhaus erwarb er sich eingehende Geschichts- und Griechisch-Kenntnisse. Zudem übernahm er schon früh die unitarischen Ansichten seines Vaters, sein Vater wurde später wegen antitrinitarischer Ansichten seines Amtes enthoben. 1658 begann Sand der Jüngere ein Studium an der Universität Königsberg, 1644 setzte er sein Studium in Oxford in England fort. Später übersiedelte Sand nach Amsterdam, wo er die meisten Lebensjahre als Autor, Übersetzer und Verleger lebte. In dieser Eigenschaft wurde er mit mehreren europäischen Intellektuellen seiner Zeit bekannt. Eine Freundschaft verband ihn u. a. mit den beiden im Exil lebenden polnischen Unitariern Andrzej Wiszowaty und Stanisław Lubieniecki, wobei er in der Frage der Präexistenz Christi, die von beiden abgelehnt wurde, eine andere Ansicht vertrat, die sich eher Arius annäherte. Eine enge Beziehung bestand auch zu dem niederländisch-jüdischen Philosophen Baruch de Spinoza, besonders in seinen letzten Lebensjahren. Ein Schwerpunkt seiner Arbeit war die Theologie und die Kirchengeschichte, auch die des Sozinianismus und der Polnischen Brüder. Für die Orthodoxen, sowohl der protestantischen als auch der katholischen Seite, war Sand dadurch höchst umstritten, auch da Sand die Ansicht vertrat, der antike Arianismus sei der Höhepunkt des theologischen Denkens der frühen Kirche gewesen. Zwischen 1676 und 1680 verteidigte er den Autor des Tractatus theologico-politicus gegenüber dem katholischen Theologen und Philosophen Pierre Daniel Huet. Posthum erschien 1684 das bereits um 1670 von Sand verfasste Werk Bibliotheca Anti-trinitariorum als Kompendium der Kirchengeschichte der polnischen Unitarier und einzelner ihrer Repräsentanten wie Georg Schomann.

## Werke
- Nucleus Historia Ecclesiasticae. 1669; nachgedruckt in Köln 1676, London 1681.
- Interpretationen paradoxae IV. Evangeliorum. 1669.
- Centuria Epigrammatum. 1669
- Tractatus de Origine Animae. 1671.
- Notae et Observationen in G. J. Vossium de Historicis Latinis. 1677.
- Confessio Fidei de Deo Patre, Filio, et Spiritu Sancto, secundum Scripturam. 1678.
- als Hermann Cingallus (Pseud.): Scriptura sacrae trinitatis revelatrix.
- Bibliotheca Anti-trinitariorum. 1684